# Nationalisme naga

Drapeau nationaliste naga.

Le nationalisme naga est une idéologie qui prône l'autodétermination du peuple naga en Inde (principalement dans le Nagaland et les régions avoisinantes) et en Birmanie, et la promotion de la culture naga.

## Histoire

### Débuts
Certains groupes nagas partagent la même conviction de leur ethnologie en tant que peuple distinct : il s'agit notamment des Angami Naga, Sümi Naga, Rengma, Lotha, Zeme, Liangmei et Kabui. Selon cette croyance, les ancêtres des Nagas vivaient en harmonie ensemble à un endroit appelé Mahkel (situé dans l'actuel village mao de Makhel au Manipur, et, alternativement, se trouverait près de la rivière Chindwin dans l'actuelle Birmanie). Comme leur population augmentait, ils décidèrent de se séparer et de s'étendre en dehors de Makhel. Selon la foi d'Héraqa, les peuples nagas ont fait le serment de se réunir à nouveau et de vivre comme un royaume.
Cependant, à l'arrivée des Britanniques en Inde, les différents groupes ethniques nagas n'avaient pas d'identité nationale commune. Le terme « naga » était un exonyme vaguement défini, qui faisait référence aux différents groupes ethniques du Nagaland actuel et de ses environs. Les différents groupes ethniques parlaient des langues incompréhensibles et avaient des cultures distinctes, mais ils sont inextricablement liés. Chaque village naga était un État souverain dirigé par des aînés ethniques.
Les querelles intestines, les guerres et les chasseurs de têtes étaient monnaie courante parmi les groupes ethniques nagas. Les Britanniques ont capturé plusieurs territoires naga et les ont regroupés sous le district de Naga Hills dans l'Assam. Pendant la domination britannique, des missionnaires tels que Miles Bronson et Edwin W. Clark introduisirent le christianisme dans la région, modifiant considérablement le tissu social et politique de la société locale. L'identité chrétienne commune conduit à la paix et à l'unité entre les différents groupes ethniques nagas. Le nagamèse s'est développé comme langue de liaison pour la communication interethnique.

### Naga Club
Pendant la révolte des Kuki (1917-1919) et la Première Guerre mondiale (1914-1918), le gouvernement britannique recrute un certain nombre d'ouvriers et de porteurs des ethnies nagas. Dans le cadre du corps de travail, environ 2 000 Nagas sont envoyés en France où, détachés des autres troupes anglo-indiennes, ils développent un sentiment d'unité. Ils ont convenu qu'une fois rentrés dans leur pays, ils œuvreraient à l'unité et à l'amitié entre les différents groupes ethniques nagas. Ces derniers, avec les officiels britanniques, ont formé le Naga Club en 1918. Il était dirigé par les ethnies gaonburas et dobashis, des enseignants, des fonctionnaires, des pasteurs et des personnes instruites, en plus du personnel du Naga Labour Corps. Il avait deux succursales, une à Kohima et l'autre à Mokoktchung.
Ce club a fourni les bases sociopolitiques du mouvement nationaliste naga. En 1929, le Club soumet un mémorandum à la Commission Simon, demandant que les Nagas aient le choix de l'autodétermination après le départ des Britanniques de l'Inde.

### Mouvement Heraka
Heraka était un mouvement religieux dirigé par Haipou Jadonang et son successeur Rani Gaidinliu, qui cherchait à établir le royaume légendaire du peuple naga entre 1929 et 1933. Les deux visaient à créer un sentiment de nationalisme religieux parmi les Nagas, principalement les Zeliangrongs (Zeme, Liangmei et Kabui, y compris les Inpui-Kabui). Ils ont lancé une lutte pour l'indépendance contre les Britanniques, et ont cherché à établir la solidarité et l'unité interethniques. Cependant, le mouvement ne s'est pas répandu en dehors des trois communautés des Zeliangrongs, en raison de son attitude antagoniste envers les convertis chrétiens et les Kukis. Le mouvement s'est également transformé en un soulèvement politique contre les Britanniques, ce qui a incité le gouvernement à le réprimer.

### Conseil national naga
En 1945, C. R. Pawsey, sous-commissaire du district de Naga Hills, a créé le Conseil tribal du district de Naga Hills en tant que formation regroupant les divers groupes naga. Cet organisme a remplacé le Naga Club et, un an plus tard, s'est développé en une organisation politique appelée le Naga National Council (NNC). Le NNC a d'abord exigé l'autonomie au sein de l'Union indienne et un électorat distinct. Le nationalisme naga a commencé à émerger en tant que mouvement sécessionniste sous la direction d'Angami Zapu Phizo du Conseil national naga. Le district de Naga Hills n'était qu'une partie de la province frontalière coloniale de l'Assam qui se compose des États actuels d'Arunachal Pradesh, de l'Assam, du Meghalaya, du Nagaland et de Mizoram, mais les nationalistes de l'époque envisageaient un État naga plus vaste comprenant des zones de l'Arunachal Pradesh, d'Assam, du Manipur, et des territoires de l'autre côté de la frontière avec la Birmanie.
Le NNC déclara son indépendance du Royaume-Uni le 14 août 1947, la veille de l'indépendance de l'Inde, et cet acte symbolique demeura un moment important pour le nationalisme naga car il s'agissait du premier conflit interne en Inde. Le NNC organise un gouvernement distinct sur son territoire et boycotte avec succès les élections de 1952, affirmant que les Nagas soutiennent unanimement un État souverain. Le NNC déclina à mesure que des divergences se développèrent entre Phizo et d'autres dirigeants, et Phizo fit assassiner le secrétaire du NNC T. Sakhrie en janvier 1956.
Un document interne de la police d'Assam, divulgué, détaillait la stratégie du gouvernement pour réprimer l’insurrection. La stratégie de la police d'Assam consistait à isoler chaque village, à convoquer les habitants à un endroit central et à les fouiller pour identifier et appréhender les « ennemis ». Ce dernier point était l'objectif premier. Les cachettes et les camps devaient être détruits, et les villages connus pour abriter des insurgés devaient être fouillés à fond.
Ce document secret divulgué indique expressément que des « mesures disciplinaires sévères » seraient prises contre tout policier qui pillerait, violerait ou torturerait les habitants. Les rapports sur le terrain suggèrent cependant que tous ces actes étaient courants. Le village de Mokoktchung a compilé un journal du village, consignant toutes les exactions commises par le gouvernement indien contre le village entre 1954 et 1964. Des représentations graphiques des violations des droits de l'homme sont décrites en détail avec les dates indiquées ainsi que le nom et l'âge de toutes les personnes impliquées. Le viol, les sévices, la torture et la démolition de maisons y sont décrits. Les nationalistes avaient de lourdes pierres placées sur la poitrine, du piment et des choses aigres versés dans leurs yeux, et ils étaient pendus à des chevrons pour manifester.
Des groupes dissidents plus radicaux ont émergé du Conseil national naga, comme le Conseil national socialiste du Nagaland (NSCN). Le NSCN décrivait la lutte contre l'Inde non seulement en termes de conflit ethnique, mais comme faisant partie d'une lutte de classe plus vaste. Le NSCN avait des influences maoïstes et a poussé à la poursuite du conflit armé pour résoudre la contradiction entre le grand État de l'Inde imposant sa volonté au peuple naga. Bien qu'il s'agisse d'une organisation maoïste, ils ont toujours revendiqué le christianisme comme religion d'État pour leur État naga. C'est un exemple de la puissance symbolique du christianisme au sein du peuple naga. Il ne semblait pas contradictoire de soutenir les doctrines athées de Mao Zedong avec le christianisme du NSCN, qui y voyait des principes socialistes profonds dans les enseignements anti-institutionnels de Jésus sur les pauvres et l'égalitarisme.
Le Conseil national socialiste du Nagaland est resté distinct du Conseil national naga, et des accords de cessez-le-feu distincts ont dû être négociés individuellement avec chaque groupe dans les années 1990. En 2015, le Premier ministre indien Narendra Modi a accepté un accord de paix avec les insurgés qui étaient auparavant actifs au Nagaland.

### Formation du Nagaland
Après une série de conflits armés et de missions de paix, le gouvernement indien a accepté de créer la région de Tuensang de Naga Hills (NHTA), un territoire de l'Union jouissant d'une large autonomie. Après de nouvelles protestations, violences et discussions diplomatiques, le gouvernement a reconnu le Nagaland en tant qu'État à part entière au sein de l'Union indienne. Depuis lors, le nationalisme naga a coexisté avec le nationalisme indien. Nagaland a enregistré plus de 87 % de participation aux élections législatives indiennes de 2014, le taux de participation le plus élevé en Inde que les autorités indiennes considèrent comme la foi du peuple naga en la démocratie de l'Inde.